# Radovo

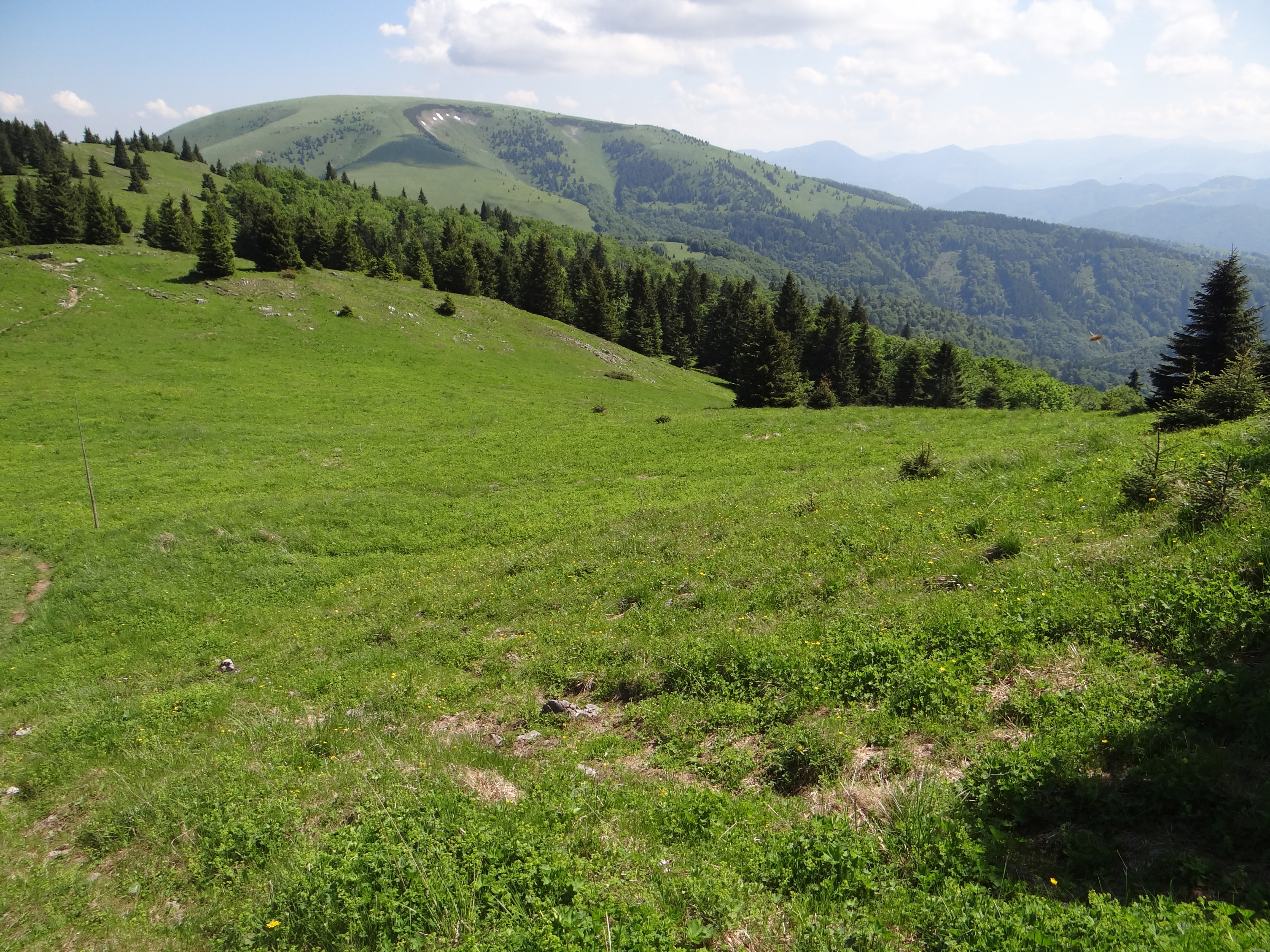
Ploská. Na pierwszym planie górna część doliny Radovo

Radovo – dolina w Wielkiej Fatrze w Karpatach Zachodnich na Słowacji. Jest górnym odgałęzieniem Zelenej doliny. Górą podchodzi pod główny grzbiet Wielkiej Fatry pomiędzy szczytami Suchý Vrch (1550 m) i Chyžky (1342 m). Lewe zbocza doliny tworzy krótki południowy grzbiet Chyžek, prawe wschodni grzbiet Suchego vrchu. Dnem doliny spływa potok Radovo będący dopływem Revúcy. 
Dolina w górnej części jest trawiasta, nadal wypasana. Stoi tutaj szałas pasterski. Dolną część doliny porasta las, a jego część włączona została do rezerwatu przyrody Suchý vrch.
Przez Radovo prowadzi znakowany szlak turystyczny.

## Szlak turystyczny
Vyšna Revúca –  Zelená dolina – Radovo – rozdroże Koniarky. Deniwelacja 635 m, odległość 6,9 km, czas przejścia 2,20 h, ↓ 1,45 h.